# Kyoga Nakamura
Kyoga Nakamura (仲村 京雅 Nakamura Kyoga?), född 25 april 1996 i Chiba prefektur, är en japansk fotbollsspelare.
Nakamura började sin karriär 2015 i JEF United Chiba. Efter JEF United Chiba spelade han för YSCC Yokohama och FC Ryukyu.